# أديب صابر
شهاب الدين شرف أديب صابر (باللغة الفارسية : شهاب‌الدین شرف‌الادبا صابر) المعروف باسم أديب صابر، كان شاعرًا فارسيًا من القرن الثاني عشر. أصله من ترمذ، وكان موظفاً في بلاط السلطان سنجر.

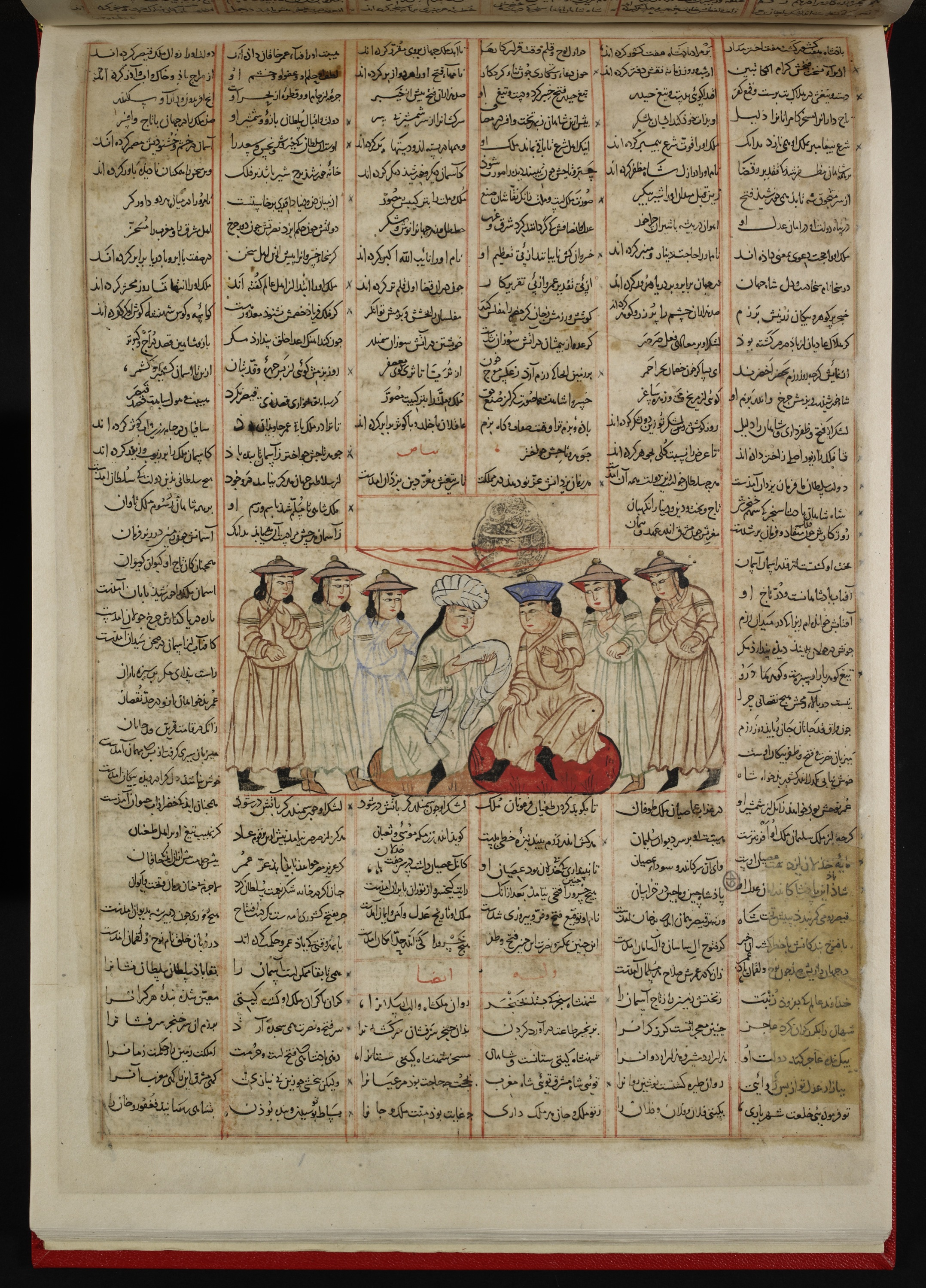
أديب صابر يتسلم خلعة من أحمد سنجر. نسخها عبد المؤمن العلوي الكاشي بين فبراير 1314 وفبراير 1315

يُقال إنه كان جاسوس السلطان كجاسوس ضد أعداء السلطنة، الذين أغرقوه في النهاية في نهر جيحون في عام 1143 م.
كتاباته الشعرية الفارسية تتميز بالسلاسة والرقي في الأسلوب.[بحاجة لمصدر]

## طالع أيضًا
- قائمة الشعراء والمؤلفين الفارسيين
- الأدب الفارسي
- الشعر الفارسي